# Moosen (Halsbach)
Moosen (mundartl.: Moosn) ist ein Gemeindeteil der Gemeinde Halsbach im oberbayerischen Landkreis Altötting. 

## Lage
Der Weiler Moosen liegt etwa zwei Kilometer südwestlich von Halsbach im Winkel der Mündung des Schmidhamer Bachs in den Halsbach.

## Geschichte
Der Name des Ortes weist auf den moosigen, moorigen Boden hin. Der Ort gehörte von der Gemeindegründung im Jahre 1818 an zur Gemeinde Oberzeitlarn und kam mit deren Auflösung am 1. Januar 1964 zur Gemeinde Halsbach.